# Konipas citronový
Konipas citronový (Motacilla citreola) je asijský, výrazně žlutě zbarvený konipas. Vyskytuje se ve třech rasách (poddruzích) na východní Sibiři, v Íránu, Mongolsku i v Pákistánu a jihovýchodní Číně, kde zimuje. Chováním i hlasem je podobný konipasu horskému. Prostředím, které obývá (břehy vodních toků, rašeliniště, močály), je naopak podobný konipasu lučnímu, se kterým se může občas křížit.

## Systematika
Za formální autoritu druhu se považuje německý zoolog Peter Simon Pallas, který druh formálně popsal v roce 1776. Rozlišují se dva následující poddruhy:
- M. c. citreola Pallas, 1776 – rozšířen od severní a východní Evropy až na střední Sibiř, do Mongolska a severovýchodní Číny.
- M. c. calcarata Hodgson, 1836 – od východního Íránu a Afghánistánu po střední Čínu.

## Výskyt

### Evropa
Areál konipase citronového se stále více posunuje na západ, do Evropy. Od roku 1976 hnízdí na Ukrajině, od roku 1982 v Bělorusku, od roku 1987 v Litvě, od roku 1991 v Estonsku a od roku 1993 v Lotyšsku. V posledních letech hnízdí také v Polsku (25-50 párů), Německu (1 pár), Slovensku (2 páry) a Finsku. Již v roce 1976 jednorázově zahnízdil v Anglii a o rok později ve Švédsku. Evropská hnízdní populace čítá více než 210 000 párů.

### Česko
Do 80. let 20. století existuje několik údajů o chycení tohoto druhu v Česku, ale většina z nich je neověřená. Spolehlivý výskyt je znám z roku 1977, kdy byl konipas citronový chycen u Úštěku a byl preparován. Ze stejného roku pak existuje i záznam o hnízdění u Karviné. Zprávy o výskytu tohoto druhu od 90. let 20. století přibývají, v letech 1996-2003 nebyl zaznamenán pouze v roce 1999. Jeden jedinec byl např. odchycen na Bohdanečském rybníce u Pardubic. Do roku 2021 byly pozorovány tři hnízdění, ale zatím není potvrzené žádné úspěšné vyvedení mláďat.